# Poltegor
Le Poltegor Centre était le plus haut immeuble de Wrocław, construit de 1974 à 1982 : 92 mètres de hauteur pour le toit, et 125 mètres si l'on inclut l'antenne. Il était situé dans l'arrondissement de Krzyki au cœur du quartier de Południe.

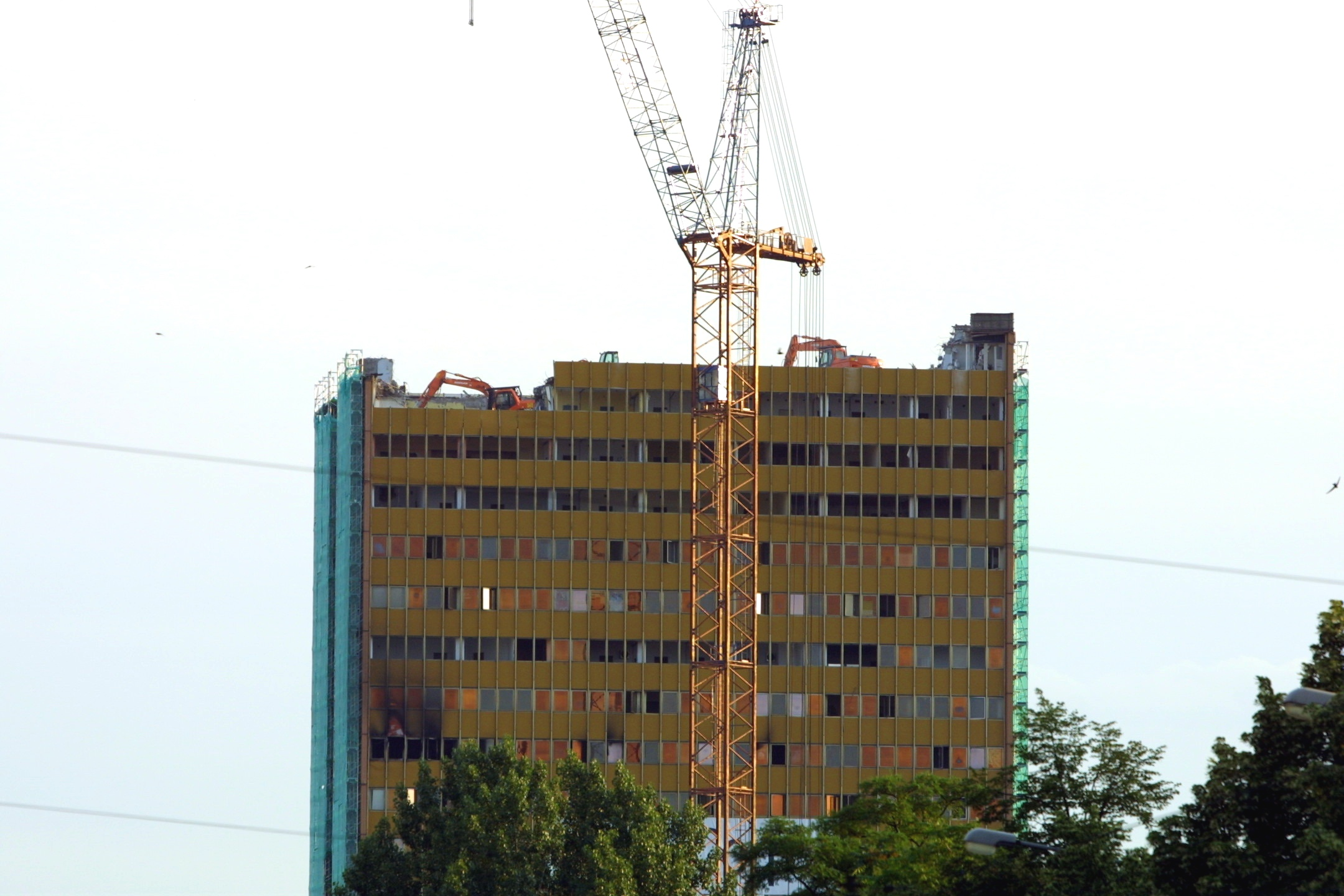
juin 2007
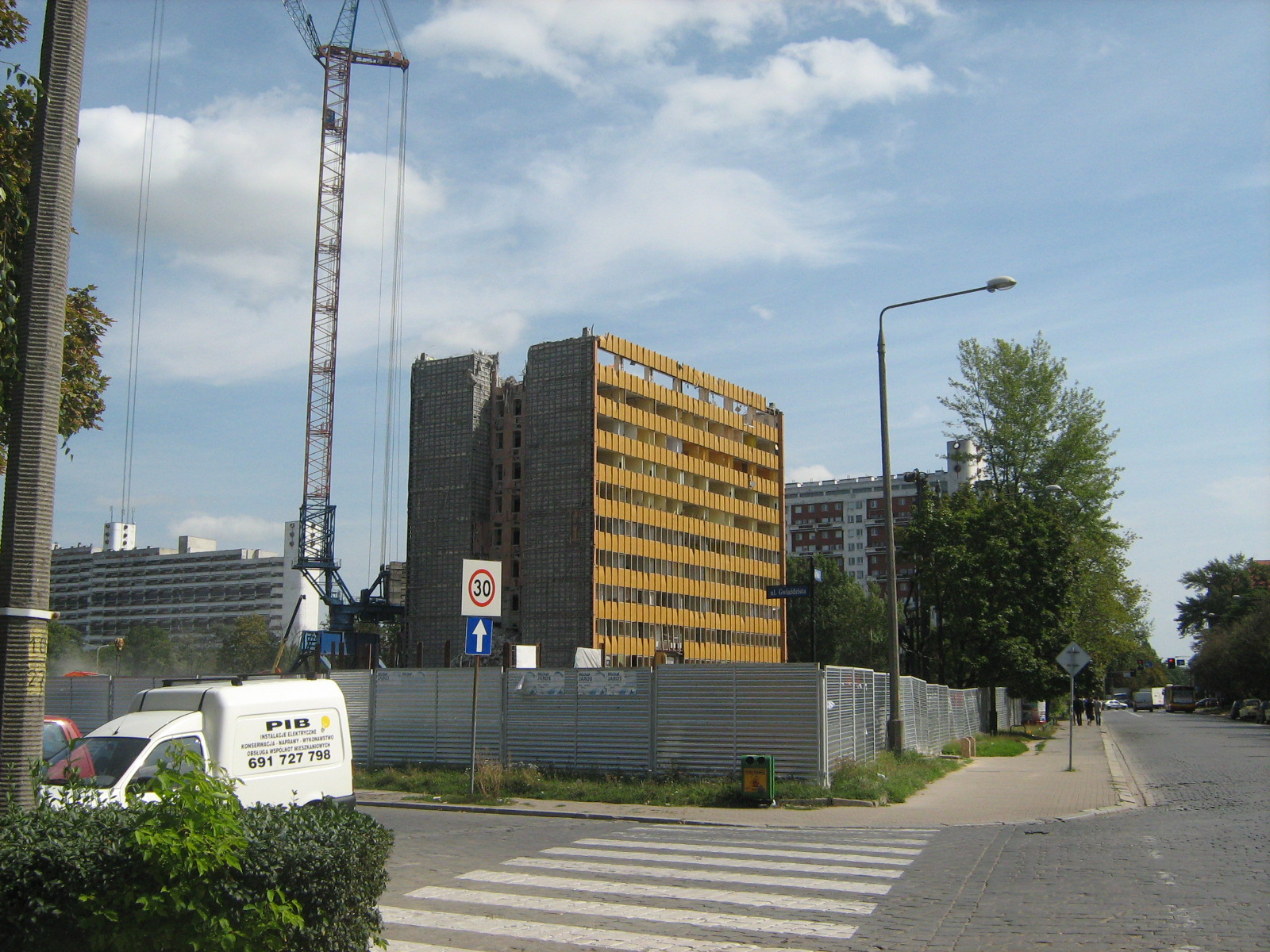
août 2007

Sa destruction (essentiellement pour cause de rénovation impossible) a commencé début juin 2007.
Un nouveau gratte-ciel, la SkyTower, culminant à plus de 200 m de hauteur, a été mis en service en 2012.